# Pramod Bhagat
Pramod Bhagat (4 de junio de 1988) es un deportista indio que compite en bádminton adaptado. Ganó una medalla de oro en los Juegos Paralímpicos de Tokio 2020 en la prueba individual (clase SL3).

## Palmarés internacional
| Juegos Paralímpicos | Juegos Paralímpicos | Juegos Paralímpicos | Juegos Paralímpicos |
| Año                 | Lugar               | Medalla             | Prueba              |
| ------------------- | ------------------- | ------------------- | ------------------- |
| 2020                | Tokio (Japón)       | Medalla de oro      | Individual SL3      |